# Матешко, Анатолий Николаевич
Анато́лий Никола́евич Матешко (укр. Анатолій Миколайович Матешко; род. 29 сентября 1953, Гостомель, Украинская ССР, СССР) — советский и украинский актёр и режиссёр.

## Биография
Родился в 1953 году посёлке Гостомель Киевской области Украинской ССР, младший брат актрисы Ольги Матешко.
После окончания школы он под влиянием старшей сестры актрисы Ольги Матешко поступил со второй попытки на актёрский факультет Киевского государственного института театрального искусства имени И. К. Карпенко-Карого, который окончил в 1976 году и по распределению был направлен на киностудию имени А. Довженко. В 1985 окончил Высшие курсы сценаристов и режиссёров (мастерская В. Грамматикова). Лауреат Всесоюзного кинофестиваля в Баку в 1988 г. (короткометражный фильм «Чёрная яма»). Лауреат приза «Лучшая режиссёрская работа» на кинофестивале «Бригантина» в 2010 г. (фильм «Двое»).
В настоящее время является преподавателем творческого курса «Режиссура кино и телевидения» в Национальном университете культуры и искусств (ректор — М. Поплавский).
Член Национального союза кинематографистов Украины.

## Избранная фильмография

### Актёр
- 1973 — Как закалялась сталь — комсомолец
- 1974 — Земные и небесные приключения — Стас
- 1975 — Канал — Игорь Кордубайло
- 1977 — Весь мир в глазах твоих… — Алик Голиков
- 1977 — Талант — секретарь Родионова
- 1977 — Строгая мужская жизнь — Виктор Сорокин
- 1978 — Голубые молнии — Дойников
- 1978 — Наталка-Полтавка — Петро
- 1979 — Старые письма — Миша
- 1979 — Сын чемпиона — Шурик Клеймёнов
- 1979 — Звон уходящего лета
- 1980 — Быстрее собственной тени — Пётр Королёв
- 1980 — Петля Ориона — Митя Тамаркин
- 1981 — Танкодром — Олег Окунев
- 1982 — Если враг не сдаётся... — Смирнов
- 1982 — Инспектор Лосев — Денисов, оперативник.
- 1982 — Свадебное путешествие перед свадьбой — Нику
- 1984 — Если можешь, прости — эпизод
- 1987 — Жменяки — Петро Брыла
- 1987 — Возвращение
- 1987 — Исполнить всякую правду — работник прокуратуры
- 1990 — Ха-би-ассы
- 1991 — Женщина для всех
- 1993 — Елисейские поля — Владимир Николаевич
- 1997 — Приятель покойника — Борис, бизнесмен, который хотел развестись с женой
- 2000 — Всем привет!
- 2003 — Право на защиту
- 2005 — Косвенные улики — Жора
- 2010 — Актёр, или Любовь не по сценарию
- 2019 — Артист — режиссёр

### Режиссёр
- 1989 — Зелёный огонь козы
- 1990 — Ха-би-ассы
- 1991 — Женщина для всех
- 1992 — Детсий киножурнал "Клякса" (прим. аналог журнала "Ералаш")
- 1999 — День рождения Буржуя
- 2002 — Критическое состояние
- 2003 — Даша Васильева. Любительница частного сыска
- 2004 — Против течения
- 2005 — Подруга особого назначения
- 2005 — Миф об идеальном мужчине
- 2006 — Дурдом
- 2007 — Битва божьих коровок
- 2007 — Луна-Одесса
- 2007 — Такси для Ангела
- 2008 — Гений пустого места
- 2009 — Дот
- 2010 — Двое
- 2010 — Акула
- 2011 — Бабье лето
- 2011 — Последнее дело Казановы
- 2011 — Весна в декабре
- 2012 — Люблю, потому что люблю
- 2012 — Ночная смена
- 2012 — Генеральская сноха
- 2013 — Каминный гость
- 2013 — Ты будешь моей
- 2014 — Трубач
- 2014 — Муж на час
- 2014 — Гордиев узел
- 2015 — Плен
- 2016 — Тройная защита
- 2017 — Неисправимые
- 2018 — Замкнутый круг
- 2018 — Кто ты?
- 2019 — Фокстер и Макс
- 2019 — Артист
- 2020 — У каждого своя ложь

## Призы и награды
- орден За заслуги III степени (2021)[1].
- «Серебряная медаль» им. А. П. Довженко Александру Сметанину, Михаилу Кураеву, Анатолию Гранику, Льву Колганову, Николаю Строганову, Юрию Каюрову, Роману Громадскому, Всеволоду Кузнецову, Анатолию Пустохину, Анатолию Матешко за фильм Строгая мужская жизнь (1977)[2].